# 埃瑟里奇郡政府
埃瑟里奇郡（英語：Shire of Etheridge）是澳大利亞昆士蘭州遠北部的地方政府，主要產業為牧牛和礦業；轄境有39332.3平方公里。